# Hyeronymus Sirturus
Hyeronymus Sirturus (Girolamo Sirtori) va ser un erudit jesuïta milanès que va escriure almenys dos llibres sobre política i telescopis entre 1614 i 1618. Segons alguns és possible que inventès el mètode de poliment amb motlles esfèrics, que va millorar manera espectacular les tècniques d'esmerilat i poliment de lents. No és improbable que aquesta suposada innovació fos una simple còpia del mètode dels germans Roget.

## Biografia
Amb la ràpida difusió del telescopi, aviat va sorgir la qüestió prioritària sobre l'inventor. Sirtori va minimitzar l'assoliment del primer descobriment del telescopi presentant la història de Johannes Lippershey, que hauria captat la idea " d'un geni o algun altre home, encara desconegut, de la raça dels holandesos, al qual havia trobat a Girona ", que havia visitat un fabricant de lents de Middelburg.
El seu llibre Telescopium va ser escrit al voltant de 1612, només 4 anys després de l'invent del telescopi. El llibre contenia un conjunt complet d'instruccions i diagrames per construir un telescopi refractiu. Sirtori va assenyalar que "un treballador havia de ser molt curós a l'hora de polir, en cas contrari, la lent es tornava deformada o asfèrica amb una distorsió perifèrica". El llibre afirma que l'objectiu és crear una lent amb superfícies perfectament esfèriques.

## Xifrat Sirtori
Es creu que Sirtori també podria ser l'autor del xifrat Sirtori, donat al rei Felip II i ordenat l'1 de juliol de 1574. El document xifrat conté descobriments miners de ports americans (or i plata), i es va conservar a l'AGI (Archivo General de Indias). Des de 1509 el rei havia ordenat que totes les riqueses americanes fossin "secretes" o "codificades" amb el xifrat que "has pres al secretari". Aquesta matriu del xifrat es va perdre i el context de les pàgines supervivents no està del tot clar.

## Testimonis de Sirtori

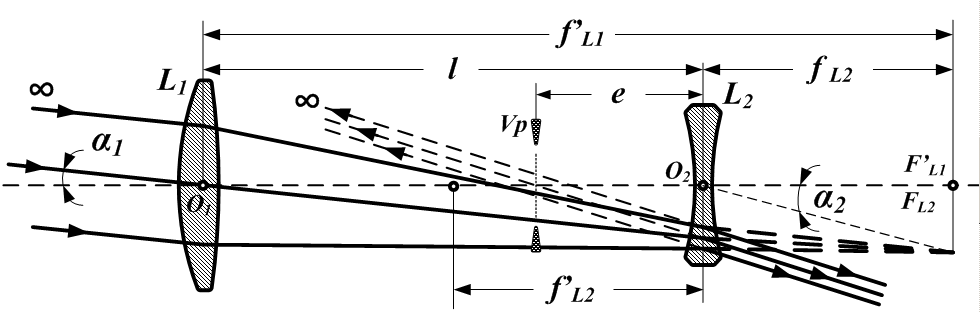
Diagrama de funcionament d'un telescopi terrestre o ullera de llargavista. A l'esquerra està representat l'objectiu (una lent convergent de distància focal f’ L1). A la dreta es representa l'ocular (una lent divergent de distància focal fL2). Els raigs de llum de l'objecte observat passen per l'objectiu i es refracten en la direcció del focus de l'objectiu (situat al darrere de la lent divergent). La lent divergent els intercepta i la nova refracció provocada produeix una imatge virtual, augmentada i directa de l'objecte observat.

L'obra de Girolamo Sirtori es va publicar en llatí i, per aquest motiu, no està a l'abast fàcil de molta gent. Hi ha un problema afegit en algunes traduccions que, malgrat que copsen el sentit general del text, no són prou literals. (Un petit exemple: "Rogeti Burgundi Barcinonae" es pot consultar com " Roget de Borgoña, vecino en otro tiempo de Barcelona..."). Una traducció acurada i literal hauria de ser imprescindible.

### Disseny de telescopis
| « | Noster architectus, vt postea intellexi Frater erat Rogeti Burgundi Barcinonae quondam accolae magnae industriae viri qui artem in Hispaniam primus induxit et stabiliuit. Is tres filios suscepit quorum vnus literis et Religioni deditus Diui Dominici coetuise addixit: artem ipse monachus delineauerat: Nullibi haec exactiorquam apus istos frates Rogetos ... | » |
| — Segons vaig poder esbrinar posteriorment, el nostre arquitecte (Joan Roget) era germà de Roget el borgonyó de Barcelona, una persona molt hàbil que fou el primer que va introduir i establir aquest art (de fer telescopis) a Espanya. Aquest tingué tres fills, un dels quals es va dedicar a les lletres i la religió i prengué l'hàbit dels dominics. Aquest frare va dibuixar (els secrets de) l'art. Ningú no va fabricar mai telescopis més precisos que aqueixos germans Roget... , Girolamo Sirtori. Telescopium sive ars faciendi... | |   |

### L'obrador de Joan Roget
L'any 1609, Sirtori va visitar l'obrador abandonat i ple de pols de Joan Roget, l'estat del qual demostrava que ja feia anys que no funcionava. Aquesta informació ha estat considerada important per a estimar una cronologia en la fabricació dels telescopis Roget.

### La "ciència" dels Roget
Sirtori parla del llibre secret que guardava tots els coneixements dels Roget sobre els telescopis. Alguns han especulat que aquest llibre “de teoria” havia estat escrit i dibuixat per Miquel Roget.
Joan Roget va permetre que Sirtori copiés les proporcions desitjades, indicades en el llibre, que no són altres que les de la Taula que presentà Sirtori en la seva obra.
| « | ... Posteaquam vitra tractasset et diligenter considerasset duxit me in illius hospitium, et recluso conclavi, reserauit ferramenta artis rubigine consumpta. Is fuerat aliquando perspicillorum artifex et tota ars ibi latitabat. Ut me sensi Genii artis favore eo perductum, totum me dedi in illius amicitiam, et in illum liberius secretum effundi. Ipse praeterea formas artis libro delineatas ostendit, et roganti permisit ut proportiones tribus tantum punctis exscriberem: Non fuit mihi postea difficile integras assumere et deindere diligenter examinata et cotidie experimenti et labore sumptibus aucta et confirmata, perficere et in eam redigere Tabulam quam tibi patefacio. | » |
| — ...Un cop va haver examinat els vidres (del telescopi de Sirtori) atentament, em va portar a casa seva i allí, en un obrador tancat amb clau, em va ensenyar les eines de l'ofici totes rovellades. Veritablement aquell havia estat el taller d'un fabricant de telescopis. Considerant l'interès mutu que ens unia, vaig procurar la seva amistat i així, amb gran facilitat, vaig poder assabentar-me de tots els secrets de l'art. M’ensenyà les formes dels telescopis, dibuixades en un llibre i, corresponent als meus precs, em va permetre copiar les proporcions indicades, cadascuna amb tres punts. A partir de les meves notes no em costà gaire reproduir les formes íntegrament. Un cop examinades i completades amb proves diaries, les vaig perfeccionar i vaig redactar la Taula que presento al lector..., Girolamo Sirtori. Telescopium sive ars faciendi... | |   |

### La reunió aInnsbruck
Girolamo Sirtori explica en la seva obra una reunió que fou mantinguda a Innsbruck, organitzada i presidida per l'arxiduc Maximilià d'Àustria, l'any 1611. Es tractava d'esbrinar el sistema de funcionament d'un telescopi, misteri que s'havia resistit als savis del país.
Els detalls d'aquella reunió foren explicats per Sirtori en la seva obra. Sense disposar d'una traducció precisa, sembla que Girolamo va manifestar i demostrar que, aplicant el sistema de la família Roget (resumit en la seva “tabula” i referit en el llibre com "Hispania artem"), podia dissenyar i fabricar telescopis com els de Galileu. (En la reunió s'examinava un telescopi de Galileu).

## Obres
El Compendium politicum: ex universa civili doctrina Justi Lipsii pro principatu, tum ex Notis integra fide concinnatum va ser publicat per Persius a Frankfurt el 1614.., i el Telescopium: sive ars perficiendi novum illud Galilaei virorium instrumentum ad sydera, de Paul Jacob el 1618
Variacions del nom: Sirtori, Geronimo Sirtori, Gieronimo Sirtori, Hieronimo Sirtori, Hieronimus Sirtori, Hieronymus Sirtori, Jerome Sirtori, Jerosme Sirtori, Jerôme Sirturus, Hieronymus.